# Mariä Himmelfahrt (Schmalwasser)

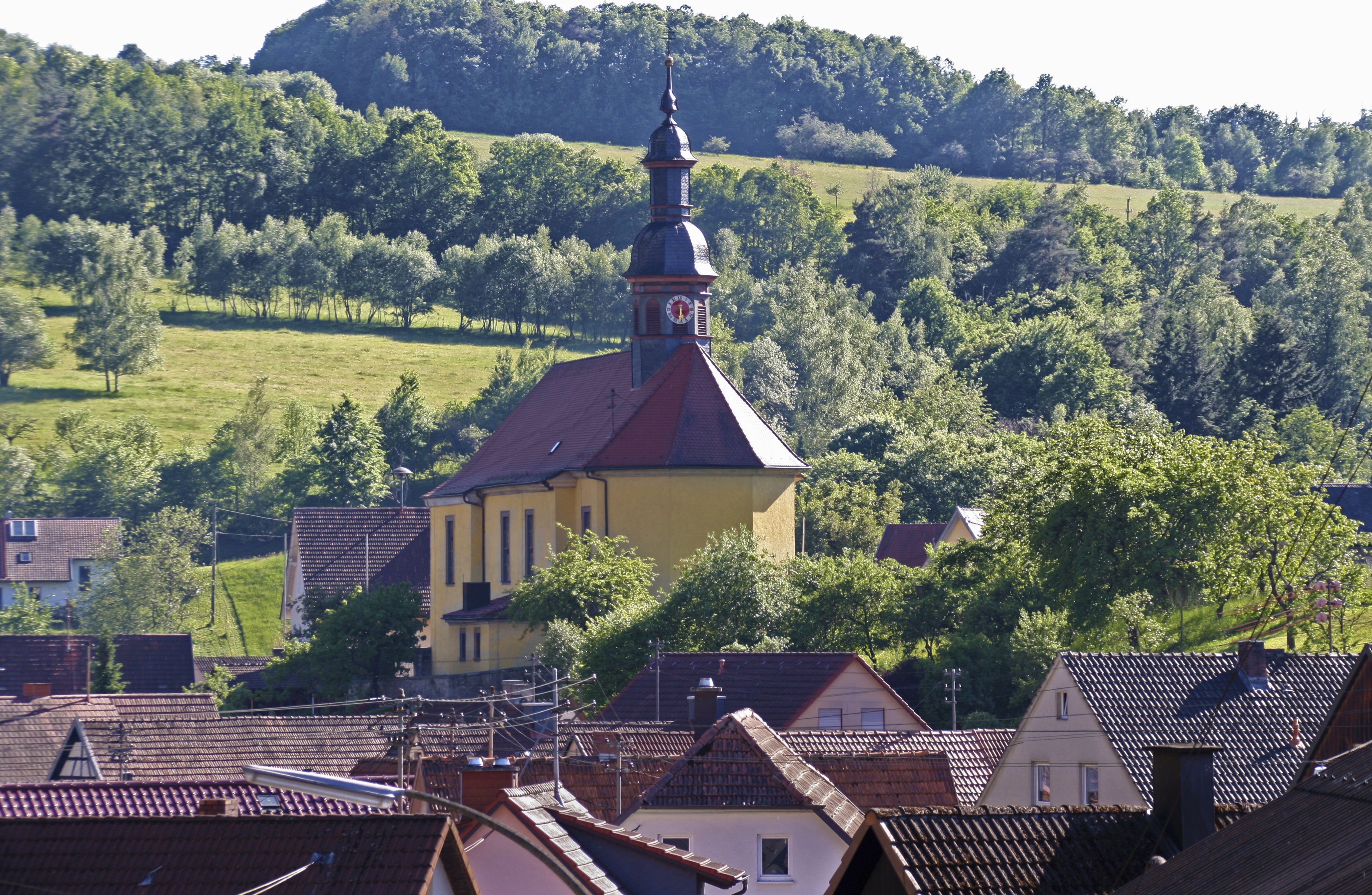
Die Kirche in Schmalwasser

Die römisch-katholische Kuratiekirche Mariä Himmelfahrt ist die Dorfkirche von Schmalwasser, einem Gemeindeteil von Sandberg im unterfränkischen Landkreis Rhön-Grabfeld. Die Kirche gehört zu den Baudenkmälern von Sandberg und ist zusammen mit dem Golgothakreuz im Friedhof unter der Nummer D-6-73-162-25 in der Bayerischen Denkmalliste registriert. Schmalwasser ist ein Teil der Pfarreiengemeinschaft „Die Walddörfer“.

## Geschichte
Schmalwasser gehörte zunächst zur Pfarrei Steinach (heute Ortsteil von Bad Bocklet). Am 5. Mai 1716 begann der Bau einer eigenen Kirche für den Ort. Diese wurde am 26. Juli 1725 durch den Würzburger Weihbischof Johann Bernhard Mayer geweiht. Nachdem der Ort später der Pfarrei Burgwallbach zugeteilt worden war, bekam er im Jahr 1874 einen eigenen Kaplan. In den Jahren 1947/48 fand eine Erweiterung der Kirche statt. Seit 1970 gehört Schmalwasser zur Pfarrei Sandberg. 

## Beschreibung
Die Kirche ist ein einheitlicher Bau mit Langhaus und Chor im Norden. Das Langhaus besitzt seit der Erweiterung drei Fensterachsen. Auf dem Satteldach erhebt sich ein Dachreiter mit welscher Haube.

## Ausstattung
Die Altäre und die Kanzel entstanden zur Bauzeit der Kirche. Am Hochaltar ist ein Gemälde der Himmelfahrt Mariens zu sehen. Die Orgel ist auf der südlichen Empore aufgestellt. Im Dachreiter hängen drei Glocken mit den Tönen a′ — c″ — d″.